# 黏身索深鼬魚
黏身索深鼬魚（学名：Bassozetus glutinosus），又名黏身索深鼬鳚、鼬魚，为鼬魚科索深鼬鳚屬下的一个种。